# Гевко Тимофій Степанович
Тимофій Степанович Гевко (нар. 22 грудня 1914, Нижчі Луб'янки — пом. 10 вересня 1985, Нижчі Луб'янки) — голова колгоспу імені Кірова Збаразького району Тернопільської області Української РСР; Герой Соціалістичної Праці.

## Біографія
Народився 22 грудня 1914 року у селі Нижніх Луб'янках (тепер Тернопільський район Тернопільської області, Україна).
З 1953 року 23 роки очолював колгосп імені Кірова у Нижніх Луб'янках. Вивів господарство у передове. Також велику увагу приділяв соціальній сфері: протягом 1962—1972 років було збудовано понад 200 житлових будинків, також були побудовані нове приміщення школи-десятирічки, будинок культури, будинок торгівлі, пам'ятник загиблим односельчанам в роки німецько-радянської війни, прокладені тротуари.
Помер 10 вересня 1985 року. Похований на цвинтарі села Нижніх Луб'янок.

## Нагороди
Указом Президії Верховної Ради СРСР від 22 березня 1966 року за досягнуті успіхи в розвитку тваринництва, збільшенні виробництва і заготівель м'яса, молока, яєць, вовни та іншої продукції Тимофію Гевкоу присвоєно звання Героя Соціалістичної Праці з врученням ордена Леніна (№ 358 226) і золотої медалі «Серп і Молот» (№ 10 708).
Також нагороджений двома орденами Трудового Червоного Прапора (26 лютого 1958; 8 квітня 1971), медалями.